# Murawanka (przystanek kolejowy)
Murawanka (biał. Мураванка, ros. Мурованка) – przystanek kolejowy w pobliżu miejscowości Skołubowo, w rejonie grodzieńskim, w obwodzie grodzieńskim, na Białorusi.